# Angela Smith (baronne Smith de Basildon)
Pour les articles homonymes, voir Angela Smith et Smith.
Angela Evans Smith, baronne Smith de Basildon, née le 7 janvier 1959 à Londres, est une femme politique britannique du Parti travailliste qui est députée de Basildon de 1997 à 2010. Peu après, elle devient membre de la Chambre des Lords. 
Smith est ministre d'État au Cabinet Office, pour le troisième secteur et comme ministre de l'exclusion sociale . Elle est créée pair à vie en 2010 et devient chef de l'opposition à la Chambre des lords en mai 2015.
Après la victoire du Parti travailliste lors de l'élection générale de 2024, elle est Leader de la Chambre des lords ainsi que Lord du Sceau Privé depuis le 5 juillet 2024.

## Jeunesse
Elle fréquente la Pitsea Junior School et la Chalvedon Comprehensive (plus tard la Chalvedon School) à Basildon, avant d'étudier l'administration publique à Leicester Polytechnic, où elle obtient son BA. En 1978, elle épousé Nigel Smith, qui écrit un certain nombre de livres d'histoire pour Key Stage 3 et Key Stage 4. 
De 1982 à 1983, elle est stagiaire comptable au Borough londonien de Newham. Elle travaille ensuite pour la League Against Cruel Sports de 1983 à 1995, devenant responsable des relations politiques et publiques. Elle est chercheuse politique de 1995 à 1997. 
Smith est membre du Conseil du comté d'Essex depuis 1989 et membre de la Fire Authority du comté d'Essex. 

## Carrière parlementaire

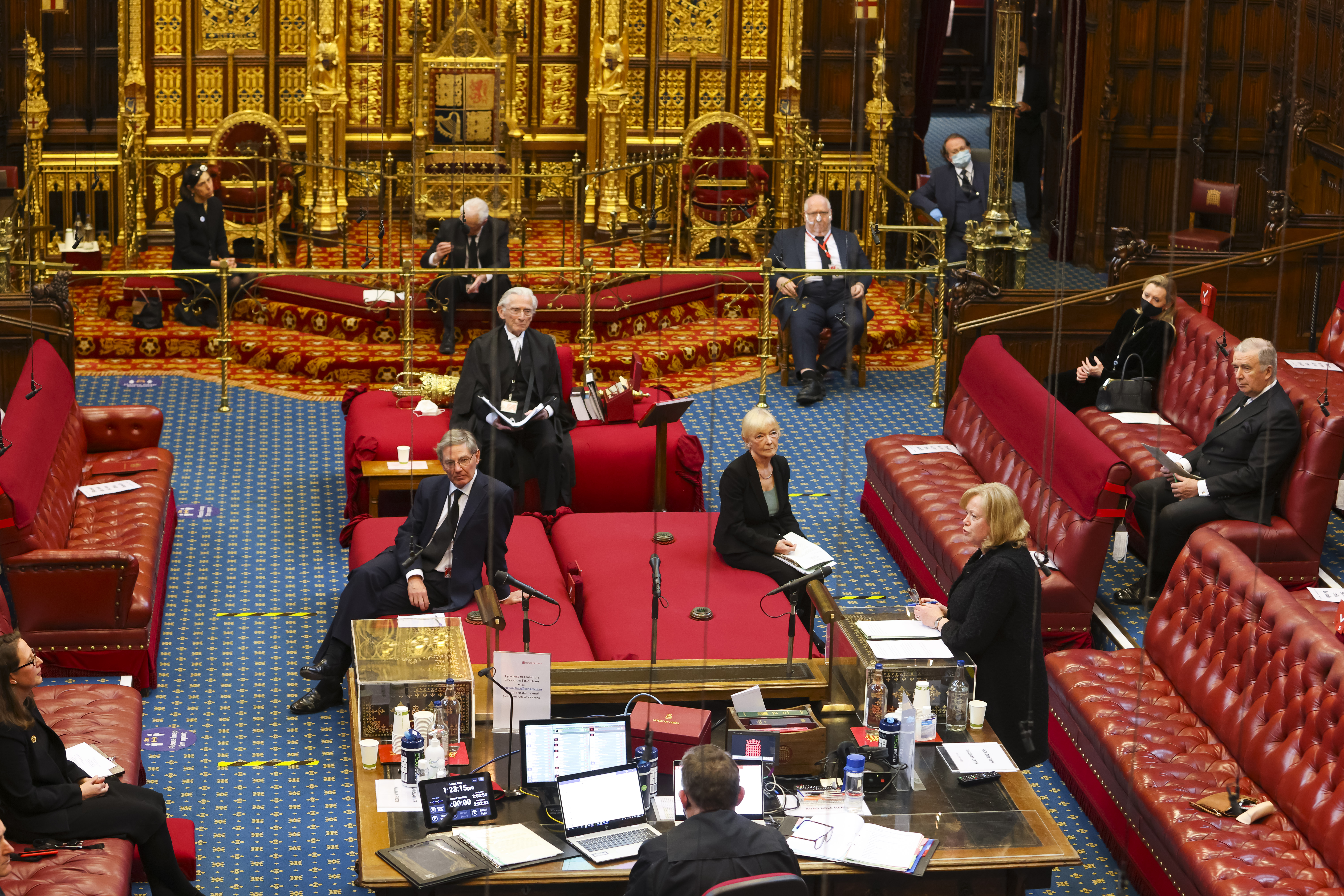
Angela Smith de Basildon s'exprimant lors des hommages de la Chambre des Lords à SAR le prince Philip, duc d'Édimbourg, le 12 avril 2021.

Elle se présente pour Southend West aux élections générales de 1987, et est sélectionnée pour se présenter pour le Parti travailliste à Basildon près d'une décennie plus tard en décembre 1995 sur une liste restreinte de femmes. Elle est élue à Basildon aux élections générales de 1997, en remplacement du député conservateur David Amess, qui s'était présenté au siège voisin plus sûr pour les conservateurs de Southend West. Elle est réélue confortablement en 2001 et 2005. 
En décembre 1997, elle présente le projet de loi d'initiative parlementaire visant à minimiser la production de déchets et réussit à négocier son adoption par le Parlement pour devenir la Waste Minimization Act 1998. 
Elle est nommée whip du gouvernement en 2001, avant d'être promue sous-secrétaire d'État parlementaire pour l'Irlande du Nord en octobre 2002. En 2006, elle est transférée au Département des communautés et des gouvernements locaux, avec la responsabilité des services d'incendie. 
Le 28 juin 2007, elle est nommée secrétaire parlementaire parlementaire du nouveau Premier ministre Gordon Brown, ce qui lui permet de siéger au Cabinet. Elle renonce à ce poste lors du remaniement de juin 2009, pour entrer au gouvernement au Cabinet Office au rang de ministre d'État, et est admise au Conseil privé. 
L'ancien siège de Basildon est aboli aux élections générales de 2010. Elle se porte candidate dans la nouvelle circonscription de South Basildon et d'East Thurrock, qui couvre une grande partie du territoire qu'elle représentait au Parlement. Mais cette circonscription est moins favorable aux travaillistes : certains de ses électeurs ont été transférés au nouveau siège de Basildon et Billericay, tandis que le nouveau siège de South Basildon couvre un territoire conservateur à East Thurrock. Elle perd contre le candidat conservateur Stephen Metcalfe.

## Baronne
Smith est créée pair à vie en tant que baronne Smith de Basildon, de Basildon dans le comté d'Essex, le 7 juillet 2010 dans la liste des distinctions honorifiques de dissolution de 2010. Elle est présentée à la Chambre des lords le lendemain. 
Chez les Lords, Smith est porte-parole du Parti travailliste pour l'énergie et le changement climatique de 2010 à 2013, l'Irlande du Nord de 2011 à 2012 et au Home Office de 2012 à 2015. Elle est également whip adjointe de l'opposition à la Chambre des lords de 2012 à 2015. Le 27 mai 2015, Smith est élue sans opposition en tant que leader travailliste chez les Lords, et rejoint le Second cabinet fantôme de Harriet Harman. 
En juin 2016, Smith et le whip en chef des Lords, Lord Bassam, déclarent qu'ils boycotteraient les réunions du cabinet fantôme tant que Jeremy Corbyn restait chef du Parti travailliste, mais elle retourne au cabinet fantôme quatre mois plus tard,.   
Partisan actif du bien-être animal, Smith est une mécène de Freedom for Animals, un organisme de bienfaisance qui fait campagne pour mettre fin à l'utilisation des animaux dans les cirques, les zoos et le commerce d'animaux exotiques. 